# 巴林第納爾
巴林第納爾是巴林的流通貨幣，由巴林中央银行发行。貨幣編號BHD。輔幣單位費爾，1第納爾=1000費爾。

## 流通中的貨幣

### 硬幣
- 5 費爾
  - 正面：棕櫚樹
  - 背面：面值
- 10 費爾
  - 正面：棕櫚樹
  - 背面：面值
- 25 費爾

巴林流通中的5款硬幣。

  - 正面：Dilmo Civilization 印章
  - 背面：面值
- 50 費爾
  - 正面：一艘帆船
  - 背面：面值
- 100 費爾
  - 正面：巴林國徽
  - 背面：面值

### 紙幣
- ½ 第納爾
  - 正面：巴林舊法院
  - 背面：巴林國際賽道
- 1 第納爾
  - 正面：巴林第一間學校
  - 背面：奔馳的阿拉伯馬，左邊有珍珠塔
- 5 第納爾

巴林流通中的5款紙幣。

  - 正面：哈邁德·本·伊薩·本·薩勒曼·阿勒哈利法位於穆哈拉格的堡壘（英语：Riffa Fort）
  - 背面：第一口在巴林的油井，左邊是鋁廠。
- 10 第納爾
  - 正面：巴林國王哈邁德·本·伊薩·本·薩勒曼·阿勒哈利法
  - 背面：謝赫·伊薩大橋
- 20 第納爾
  - 正面：巴林國王哈邁德·本·伊薩·本·薩勒曼·阿勒哈利法
  - 背面：阿爾·弗提·古蘭德清真寺（英语：Al Fateh Grand Mosque）

## 外部連結
- 巴林第納爾介紹頁面 （页面存档备份，存于）
- 唐的世界硬币画廊：Bahrain
- 罗恩·怀斯的世界纸币：Bahrain 镜像网站
- 现代金融系统表格－库尔特·舒勒制作：Asia 镜像网站
- 环球货币历史：Bahrain
- 《环球金融资料》货币历史表格（ 微软试算表格式）
- 当前和历史的巴林纸币 （页面存档备份，存于） （英文）（德文）